# 鄧羲
鄧羲（？—？），章陵人，原劉表帳下治中。後漢書及小說三國演義名為鄧義。

## 生平
建安元年（196年），曹操迎漢獻帝至許都，劉表雖遣使奉貢，卻與袁紹相互結交。治中鄧羲於是勸諫劉表，劉表不聽，說：「對內我朝貢之事沒有失職；對外我沒有背叛盟主，這是天下的達義之道。治中怎麼只怪我呢？」，鄧羲不滿，於是辭疾而退，劉表任內不再出仕。
建安十三年（208年），劉表病亡，其次子劉琮向曹操請降。曹操任鄧羲為侍中。
《後漢書·祭祀志》注中有仲長統《答侍中鄧義社主難》一文。是原荀彧問仲長統社所祭者何神後演變成仲長統與鄧羲間的爭辯。

## 爭議
或曰與許靖同到交州避難的鄧子孝為同一人。建安元年（196年），許靖因為王朗不敵孫策，而由會稽逃至交州。鄧羲勸說劉表一事則在獻帝遷許後，在同年九月，按後漢紀在孫策攻王朗後，故此鄧子孝即鄧義之說法有疑點。